# Lijst van spelers van ADO Den Haag (vrouwen)
Dit is een lijst van voetballers die minimaal één officiële wedstrijd hebben gespeeld in het eerste elftal van de Nederlandse vrouwenvoetbalclub ADO Den Haag.

## A
- Arlette Almeida (A, 2010–2012, 21W, 2D)
- Suzanne Admiraal  (2017-2018, 11w, 5D)
- Ilham Abali

## B
- Mandy van den Berg (V, 2009–2012, 57W, 8D)
- Sheila van den Bulk (M, 2008–2013, 85W, 20D)
- Bente Boogaard (M, 2009–2011, 2W, 0D)
- Akke van den Born(M, 2020- , 0W, 0D)
- Jet Bavelaar (A, 2009–2011, 16W, 1D)
- Eshly Bakker (M, 2010–2012, 13W, 6D)
- Marjolein van den Bighelaar (A, 2011–2012, 15W, 3D)
- Dyanne Bito(V, 2007-2008, 16w, 3D)
- Jannette van Belen
- Lineth Beerensteyn
- Nadia van Beerschoten
- June Burgers
- Wendy Balfoort

## C
- Marissa Compier (V, 2009–2013, 20W, 0D)

## D
- Jeanine van Dalen (V, 2008–2012, 56W, 5D)
- Petra Dugardein (D, 2009–2011, 26W, 0D)
- Laura Du Ry (D, 2010–2011, 8W, 0D)
- Merel van Dongen (A, 2011–2012, 10W, 2D)
- Mandy van Dijk (M, 2012–2014, 22W, 0D)
- Kim Dolstra
- Wiëlle Douma
- Laura Dankelman
- Quinty Dupon
- Shanique Dessing

## E
- Jill van den Ende
- Anne van Egmond
- Lakeesha Eijken

## G
- Lisanne Grimberg (A, 2008–2014, 80W, 49D)
- Marieke de Groot (D, 2012–2013, 1W, 0D)
- Elizabeth Guess (M, 2012–2013, 10W, 4D)
- Lauren Glotzbach

## H
- Hélène Heemskerk
- Jip van Haaster

## I
- Nikki IJzerman

## J
- Marleen Joore (V, 2012–2014, 33W, 0D)
- Renate Jansen (A, 2008–2015, 158W, 100D)

## K
- Kirsten Koopmans (A, 2008–2009, 15W, 2D)
- Daphne van Kruistum (A, 2010–2011, 4W, 0D)
- Roxanne Koopman (A, 2012–2013, 4W, 0D)
- Denise Koorevaar
- Franca van de Kuilen

## L
- Barbara Lorsheijd
- Jessie van Leeuwen
- Maartje Looijen
- Lobke Loonen

## M
- Priscilla Mesker (V, 2010–2013, 3W, 0D)
- Tessel Middag (M, 2011–2012, 18W, 10D)
- Bouchra Moudou (A, 2012–2013, 22W, 0D)

## N
- Teresa Noyola (M, 2012–2013, 15W, 3D)
- Sylvia Nooij
- Daniëlle Noordermeer
- Kayra Nelemans

## O
- Tessa Oudejans
- Louise van Oosten

## P
- Brittany Persaud (V, 2012–2013, 15W, 1D)
- Isa Pothof
- Victoria Pelova
- Cato Pijnacker Hordijk

## R
- Pia Rijsdijk (M, 2010–2011, 4W, 0D)
- Myriam van Roeden (M, 2010–2011, 1W, 0D)
- Lucienne Reichardt
- Pleun Raaijmakers
- Manon van Raay
- Jaimy Ravensbergen
- Liz Rijsbergen

## S
- Leonne Stentler (V, 2008–2012, 40W, 1D)
- Esther Scheenaard (M, 2008–2012, 37W, 2D)
- Carmen Simonis (M, 2015–2018, 31W, 4D)
- Kitty Susan
- Anne Sellies
- Nicole Stoop
- Vanessa Susanna

## T
- Elise Tak (A, 2008–2010, 3W, 3D)
- Sharona Tielemans

## V
- Sabine Verheul (V, 2008–2011, 37W, 2D)
- Kimberley Vermeij (M, 2009–2012, 5W, 1D)
- Myrusha Victoria (V, 2013–2014, 6W, 0D)
- Jennifer Vreugendenhil
- Paola van der Veen
- Yvette van der Veen
- Michelle Vrieling
- Vesna Veltrop
- Daphne in 't Veld
- Bo Vonk
- Chloé Vande Velde
- Gina Viehoff

## W
- Ilse Witteman (V, 2008–2012, 6W, 3D)
- Jill Wilmot (M, 2008–2012, 59W, 22D)
- Ilse van der Windt (V, 2012–2014, 7W, 0D)
- Marelle Worm (V, 2009–2015, 50W, 5D)
- Tula de Wit
- Alex Warren
- Lysanne van der Wal
- Dante Wammes
- Kirsten van  de  Westeringh

## Statistieken
| Nationaliteiten    | Nationaliteiten           | Nationaliteiten | Nationaliteiten | Nationaliteiten | Nationaliteiten |
| Vlag van Nederland | Vlag van Verenigde Staten | Vlag van Guyana | Vlag van Mexico | Totaal          | Percentage      |
| ------------------ | ------------------------- | --------------- | --------------- | --------------- | --------------- |
| 65                 | 2                         | 1               | 1               | 69              | 94,20%          |